# Vriesea dissitiflora
Vriesea dissitiflora är en gräsväxtart som först beskrevs av Charles Wright, och fick sitt nu gällande namn av Carl Christian Mez. Vriesea dissitiflora ingår i släktet Vriesea och familjen Bromeliaceae. Inga underarter finns listade i Catalogue of Life.